# Ivy (Vorname)
Ivy ist ein weiblicher, selten auch ein männlicher Vorname.

## Herkunft und Bedeutung
Ivy ist englisch und heißt übersetzt Efeu. Gemeinsam mit Namen wie Daisy oder Clover (deutsch Gänseblümchen, Klee) gehört sie zu den im Englischen verbreiteten Pflanzennamen für Frauen.

## Bekannte Namensträger
- Ivy Baker Priest (1905–1975), US-amerikanische Regierungsbeamtin
- Ivy Benson (1913–1993), britische Bandleaderin
- Ivy Close (1890–1968), britische Schönheitskönigin und Filmschauspielerin
- Ivy Compton-Burnett (1884–1969), englische Schriftstellerin
- Ivy Dumont (* 1930), US-amerikanische Generalgouverneurin der Bahamas
- Ivy van den Heuvel (* 1988), niederländischer Eishockeyspieler
- Ivy Hewett (≈1915–?), australische Badmintonspielerin
- Ivy Kellerman Reed (1877–1968), amerikanische Autorin in der Sprache Esperanto
- Ivy Latimer (* 1994), australische Schauspielerin
- Ivy Lee (1877–1934), US-amerikanischer Begründer der modernen Public Relations
- Ivy Litwinow (1889–1977), englische Schriftstellerin
- Ivy Mairi (* 1988), kanadische Sängerin und Songwriterin
- Ivy Matsepe-Casaburri (1937–2009), südafrikanische Politikerin
- Ivy Lilian McClelland (1908–2006), britische Romanistin und Hispanistin
- Ivy Quainoo (* 1992), deutsche Popsängerin
- Ivy Queen (* 1972), puerto-ricanische Reggaeton-Musikerin
- Ivy Taylor (* 1970), US-amerikanische Politikerin
- Ivy Wolfe (* 1996), US-amerikanische Pornodarstellerin

### Fiktive Personen
- Poison Ivy, Superheldin im DC-Comics-Universum